# Còdol-Rodon
Còdol-Rodon o Montconill és una masia del municipi d'Aguilar de Segarra (Bages) inclosa en l'Inventari del Patrimoni Arquitectònic de Catalunya.

## Descripció
Còdol-rodon és un gran mas constituït per diverses edificacions, totes elles de pedra, al costat d'una capella dedicada a Santa Magdalena.
De fet es tracta d'un gran cos central amb dues grans portes d'entrada, una al costat de llevant i l'altra al nord, al voltant del qual hi ha construïts diversos cossos auxiliars. També hi ha una pallissa molt gran, feta també de pedra, al costat nord de l'era. En alguns dels murs que envolten la casa hi ha diverses espitlleres que revelen l'existència d'algun tipus de construcció defensiva.

## Història
El lloc de Còdol-rodon és citat ja en documentació del segle xiii, com a fita de les vegueries de Cervera o sotsvegueria dels Prats de Rei i de Bages. Per les restes romàniques que queden en l'edifici de l'església, el lloc existia ja abans del segle xiii. Al segle xiv, l'any 1377, es construí l'actual església. De fet però, les edificacions que constitueixen l'actual mas de Montconill van des de l'any 1612 al segle passat. Fou refeta l'any 1755 per al seu propietari, en Josep Montconill.